# 2019-es női IIHF divízió I-es jégkorong-világbajnokság
A 2019-es női IIHF divízió I-es jégkorong-világbajnokság A csoportját Magyarországon, a B csoportját Kínában rendezték április 6. és április 13. között. A vb-n 12 válogatott vett részt, két hatos csoportban.
A magyar válogatott története során először harcolta ki, hogy a következő évben már a legfelső szinten, a főcsoportban szerepelhessen. A szövetségi kapitány Pat Cortina lett az első a sportág történetében, aki ezt férfi és női csapattal is elérte, miután 2008-ban ő irányította az elitbe feljutó férfi válogatottat is. A B-csoportot Hollandia válogatottja nyerte meg.

## Résztvevők
A világbajnokságon az alábbi 12 válogatott vett részt.
A csoport
| Csapat       | Kvalifikáció módja                                                      |
| ------------ | ----------------------------------------------------------------------- |
| Magyarország | Rendező, előző évben divízió I A csoportjának 3. helyén végzett.        |
| Ausztria     | Előző évben a divízió I A csoportjának 2. helyén végzett.               |
| Dánia        | előző évben a divízió I A csoportjának 4. helyén végzett.               |
| Norvégia     | előző évben a divízió I A csoportjának 5. helyén végzett.               |
| Szlovákia    | Előző évben a divízió I A csoportjának 6. helyén végzett.               |
| Olaszország  | Előző évben a divízió II A csoportjának 1. helyén végzett és feljutott. |

B csoport
| Csapat        | Kvalifikáció módja                                                      |
| ------------- | ----------------------------------------------------------------------- |
| Dél-Korea     | Előző évben a divízió I B csoportjának 2. helyén végzett.               |
| Lettország    | Előző évben a divízió I B csoportjának 3. helyén végzett.               |
| Kazahsztán    | Előző évben a divízió I B csoportjának 4. helyén végzett.               |
| Kína          | Rendező, előző évben a divízió I B csoportjának 5. helyén végzett.      |
| Lengyelország | Előző évben a divízió I B csoportjának 6. helyén végzett.               |
| Hollandia     | Előző évben a divízió II B csoportjának 1. helyén végzett és feljutott. |

## Eredmények

### A csoport
| Hely. | Csapat              | M | Gy | HGy | HV | V | G+ | G– | Gk  | P  | Továbbjutás vagy kiesés                                 |
| ----- | ------------------- | - | -- | --- | -- | - | -- | -- | --- | -- | ------------------------------------------------------- |
| 1.    | Magyarország (R, F) | 5 | 4  | 0   | 1  | 0 | 20 | 6  | +14 | 13 | Feljutott a 2020-as női IIHF jégkorong-világbajnokságra |
| 2.    | Dánia (F)           | 5 | 3  | 0   | 0  | 2 | 18 | 16 | +2  | 9  | Feljutott a 2020-as női IIHF jégkorong-világbajnokságra |
| 3.    | Norvégia            | 5 | 3  | 0   | 0  | 2 | 12 | 10 | +2  | 9  |                                                         |
| 4.    | Ausztria            | 5 | 2  | 1   | 0  | 2 | 20 | 13 | +7  | 8  |                                                         |
| 5.    | Szlovákia           | 5 | 1  | 1   | 1  | 2 | 7  | 12 | −5  | 6  |                                                         |
| 6.    | Olaszország (K)     | 5 | 0  | 0   | 0  | 5 | 3  | 23 | −20 | 0  | Kiesett a divízió I B-be                                |

1. 1 2  Dánia 4–0 Norvégia

| 2019. április 7. 13:30 | Szlovákia | 1–3 (0–2, 0–0, 1–1) | Dánia | Vasas Jégcentrum, Budapest Nézőszám: 165 |

| Jegyzőkönyv | Jegyzőkönyv   | Jegyzőkönyv                             | Jegyzőkönyv | Jegyzőkönyv                                                      |
| --- | ------------- | --------------------------------------- | ----------- | ---------------------------------------------------------------- |
| | Jana Budajová | Kapusok                                 | Lisa Jensen | Játékvezető: Marie Picavet Vonalbírók: Marine Dinant Sara Strong |
| \| \| 0–1 \| 08:41 – Jakobsen \| \| \| 0–2 \| 13:32 – Jakobsen (Persson, Glud) \| \| Hlinková (PS) – 52:29 \| 1–2 \| \| \| \| 1–3 \| 53:23 – N. Jensen (Frandsen, Glud) (PP) \| |               |                                         |             | Játékvezető: Marie Picavet Vonalbírók: Marine Dinant Sara Strong |
| 8 perc | Büntetések    | 8 perc                                  |             | Játékvezető: Marie Picavet Vonalbírók: Marine Dinant Sara Strong |
| 36 | Lövések       | 29                                      |             | Játékvezető: Marie Picavet Vonalbírók: Marine Dinant Sara Strong |
| | 0–1           | 08:41 – Jakobsen                        |             | Játékvezető: Marie Picavet Vonalbírók: Marine Dinant Sara Strong |
| | 0–2           | 13:32 – Jakobsen (Persson, Glud)        |             | Játékvezető: Marie Picavet Vonalbírók: Marine Dinant Sara Strong |
| Hlinková (PS) – 52:29 | 1–2           |                                         |             | Játékvezető: Marie Picavet Vonalbírók: Marine Dinant Sara Strong |
| | 1–3           | 53:23 – N. Jensen (Frandsen, Glud) (PP) |             |                                                                  |

| 2019. április 7. 17:00 | Norvégia | 1–2 (0–0, 0–0, 1–2) | Magyarország | Vasas Jégcentrum, Budapest Nézőszám: 1172 |

| Jegyzőkönyv | Jegyzőkönyv | Jegyzőkönyv                            | Jegyzőkönyv  | Jegyzőkönyv                                                                              |
| --- | ----------- | -------------------------------------- | ------------ | ---------------------------------------------------------------------------------------- |
| | Ena Nystrøm | Kapusok                                | Németh Anikó | Játékvezető: Meghan Anne MacTavish Vonalbírók: Magdaléna Čerhitová Vitaliya Khamitsevich |
| \| \| 0–1 \| 43:22 – Nooren (PP) \| \| Kruse (Tendenes) – 45:56 \| 1–1 \| \| \| \| 1–2 \| 58:48 – Gasparics (Kiss-Simon, Nooren) \| |             |                                        |              | Játékvezető: Meghan Anne MacTavish Vonalbírók: Magdaléna Čerhitová Vitaliya Khamitsevich |
| 8 perc | Büntetések  | 6 perc                                 |              | Játékvezető: Meghan Anne MacTavish Vonalbírók: Magdaléna Čerhitová Vitaliya Khamitsevich |
| 24 | Lövések     | 25                                     |              | Játékvezető: Meghan Anne MacTavish Vonalbírók: Magdaléna Čerhitová Vitaliya Khamitsevich |
| | 0–1         | 43:22 – Nooren (PP)                    |              | Játékvezető: Meghan Anne MacTavish Vonalbírók: Magdaléna Čerhitová Vitaliya Khamitsevich |
| Kruse (Tendenes) – 45:56 | 1–1         |                                        |              | Játékvezető: Meghan Anne MacTavish Vonalbírók: Magdaléna Čerhitová Vitaliya Khamitsevich |
| | 1–2         | 58:48 – Gasparics (Kiss-Simon, Nooren) |              | Játékvezető: Meghan Anne MacTavish Vonalbírók: Magdaléna Čerhitová Vitaliya Khamitsevich |

| 2019. április 7. 20:30 | Olaszország | 1–4 (0–1, 1–3, 0–0) | Ausztria | Vasas Jégcentrum, Budapest Nézőszám: 95 |

| Jegyzőkönyv | Jegyzőkönyv      | Jegyzőkönyv                               | Jegyzőkönyv  | Jegyzőkönyv                                                                |
| --- | ---------------- | ----------------------------------------- | ------------ | -------------------------------------------------------------------------- |
| | Giulia Mazzocchi | Kapusok                                   | Jessica Ekrt | Játékvezető: Johanna Tauriainen Vonalbírók: Beth Bowshall Paulheim Adrienn |
| \| \| 0–1 \| 03:02 – Väärälä (Hanser, Fazokas) (PP) \| \| \| 0–2 \| 20:09 – Schafzahl (Altmann, Meixner) (PP) \| \| \| 0–3 \| 27:25 – Schafzahl (Hanser, Verworner) \| \| Stocker (Mattivi) (PP) – 28:30 \| 1–3 \| \| \| \| 1–4 \| 32:24 – Wittich (Grascher) \| |                  |                                           |              | Játékvezető: Johanna Tauriainen Vonalbírók: Beth Bowshall Paulheim Adrienn |
| 22 perc | Büntetések       | 8 perc                                    |              | Játékvezető: Johanna Tauriainen Vonalbírók: Beth Bowshall Paulheim Adrienn |
| 13 | Lövések          | 36                                        |              | Játékvezető: Johanna Tauriainen Vonalbírók: Beth Bowshall Paulheim Adrienn |
| | 0–1              | 03:02 – Väärälä (Hanser, Fazokas) (PP)    |              | Játékvezető: Johanna Tauriainen Vonalbírók: Beth Bowshall Paulheim Adrienn |
| | 0–2              | 20:09 – Schafzahl (Altmann, Meixner) (PP) |              | Játékvezető: Johanna Tauriainen Vonalbírók: Beth Bowshall Paulheim Adrienn |
| | 0–3              | 27:25 – Schafzahl (Hanser, Verworner)     |              | Játékvezető: Johanna Tauriainen Vonalbírók: Beth Bowshall Paulheim Adrienn |
| Stocker (Mattivi) (PP) – 28:30 | 1–3              |                                           |              |                                                                            |
| | 1–4              | 32:24 – Wittich (Grascher)                |              |                                                                            |

| 2019. április 8. 13:30 | Dánia | 6–1 (1–0, 3–1, 2–0) | Olaszország | Vasas Jégcentrum, Budapest Nézőszám: 65 |

| Jegyzőkönyv | Jegyzőkönyv | Jegyzőkönyv      | Jegyzőkönyv      | Jegyzőkönyv                                                                    |
| --- | ----------- | ---------------- | ---------------- | ------------------------------------------------------------------------------ |
| | Lisa Jensen | Kapusok          | Giulia Mazzocchi | Játékvezető: Drahomira Fialova Vonalbírók: Magdaléna Čerhitová Kamila Smetková |
| \| Glud (Frandsen, N. Jensen) (PP) – 13:33 \| 1–0 \| \| \| Mic. Hansen – 26:28 \| 2–0 \| \| \| Friis-Hansen (N. Jensen) – 28:36 \| 3–0 \| \| \| \| 3–1 \| 32:31 – Roccella \| \| Asperup (M. Hansen, Brix) (PP) – 34:05 \| 4–1 \| \| \| Persson (Thomsen) – 50:51 \| 5–1 \| \| \| Brix (Mic. Hansen) (PP) – 52:57 \| 6–1 \| \| |             |                  |                  | Játékvezető: Drahomira Fialova Vonalbírók: Magdaléna Čerhitová Kamila Smetková |
| 8 perc | Büntetések  | 22 perc          |                  | Játékvezető: Drahomira Fialova Vonalbírók: Magdaléna Čerhitová Kamila Smetková |
| 39 | Lövések     | 14               |                  | Játékvezető: Drahomira Fialova Vonalbírók: Magdaléna Čerhitová Kamila Smetková |
| Glud (Frandsen, N. Jensen) (PP) – 13:33 | 1–0         |                  |                  | Játékvezető: Drahomira Fialova Vonalbírók: Magdaléna Čerhitová Kamila Smetková |
| Mic. Hansen – 26:28 | 2–0         |                  |                  | Játékvezető: Drahomira Fialova Vonalbírók: Magdaléna Čerhitová Kamila Smetková |
| Friis-Hansen (N. Jensen) – 28:36 | 3–0         |                  |                  | Játékvezető: Drahomira Fialova Vonalbírók: Magdaléna Čerhitová Kamila Smetková |
| | 3–1         | 32:31 – Roccella |                  |                                                                                |
| Asperup (M. Hansen, Brix) (PP) – 34:05 | 4–1         |                  |                  |                                                                                |
| Persson (Thomsen) – 50:51 | 5–1         |                  |                  |                                                                                |
| Brix (Mic. Hansen) (PP) – 52:57 | 6–1         |                  |                  |                                                                                |

| 2019. április 8. 17:00 | Magyarország | 1–2 (sz.) (1–0, 0–0, 0–1) (h.u.: 0–0) (sz.: 0–1) | Szlovákia | Vasas Jégcentrum, Budapest Nézőszám: 878 |

| Jegyzőkönyv                                                                                          | Jegyzőkönyv  | Jegyzőkönyv                                           | Jegyzőkönyv   | Jegyzőkönyv                                                           |
| --- | ------------ | ----------------------------------------------------- | ------------- | --------------------------------------------------------------------- |
| | Németh Anikó | Kapusok                                               | Jana Budajová | Játékvezető: Johanna Tauriainen Vonalbírók: Marine Dinant Sara Strong |
| \| Huszák (Kiss-Simon, Kreisz) (PP) – 04:52 \| 1–0 \| \| \| \| 1–1 \| 45:58 – Korenková (Čupková) \| |              |                                                       |               | Játékvezető: Johanna Tauriainen Vonalbírók: Marine Dinant Sara Strong |
| Nooren Dabasi Gasparics Huszák Kiss-Simon Huszák                                                     | Szétlövés    | Klimešová Hlinková Rumanová Kúbeková Čupková Hlinková |               | Játékvezető: Johanna Tauriainen Vonalbírók: Marine Dinant Sara Strong |
| 16 perc                                                                                              | Büntetések   | 16 perc                                               |               | Játékvezető: Johanna Tauriainen Vonalbírók: Marine Dinant Sara Strong |
| 35                                                                                                   | Lövések      | 42                                                    |               | Játékvezető: Johanna Tauriainen Vonalbírók: Marine Dinant Sara Strong |
| Huszák (Kiss-Simon, Kreisz) (PP) – 04:52                                                             | 1–0          |                                                       |               | Játékvezető: Johanna Tauriainen Vonalbírók: Marine Dinant Sara Strong |
| | 1–1          | 45:58 – Korenková (Čupková)                           |               | Játékvezető: Johanna Tauriainen Vonalbírók: Marine Dinant Sara Strong |

| 2019. április 8. 20:30 | Ausztria | 4–5 (2–4, 2–1, 0–0) | Norvégia | Vasas Jégcentrum, Budapest Nézőszám: 115 |

| Jegyzőkönyv | Jegyzőkönyv                   | Jegyzőkönyv                                  | Jegyzőkönyv | Jegyzőkönyv                                                                           |
| --- | ----------------------------- | -------------------------------------------- | ----------- | ------------------------------------------------------------------------------------- |
| | Nicole Arnberger Jessica Ekrt | Kapusok                                      | Ena Nystrøm | Játékvezető: Meghan Anne MacTavish Vonalbírók: Vitaliya Khamitsevich Paulheim Adrienn |
| \| \| 0–1 \| 03:05 – Haug Hansen (Bialik, Dalen) \| \| \| 0–2 \| 10:07 – Sirum (Dalen, Haug Hansen) (PP) \| \| \| 0–3 \| 12:08 – Haug Hansen (Sirum, Morset) \| \| Meixner (Altmann, Väärälä) – 13:33 \| 1–3 \| \| \| \| 1–4 \| 18:27 – Dalen (Tendenes, Bialik) \| \| Verworner (Hanser) – 19:22 \| 2–4 \| \| \| Altmann (Väärälä) – 20:36 \| 3–4 \| \| \| Schafzahl (Verworner) – 04:52 \| 4–4 \| \| \| \| 4–5 \| 27:10 – Bialik (Haug Hansen, Biseth Engmann) \| |                               |                                              |             | Játékvezető: Meghan Anne MacTavish Vonalbírók: Vitaliya Khamitsevich Paulheim Adrienn |
| 8 perc | Büntetések                    | 4 perc                                       |             | Játékvezető: Meghan Anne MacTavish Vonalbírók: Vitaliya Khamitsevich Paulheim Adrienn |
| 28 | Lövések                       | 26                                           |             | Játékvezető: Meghan Anne MacTavish Vonalbírók: Vitaliya Khamitsevich Paulheim Adrienn |
| | 0–1                           | 03:05 – Haug Hansen (Bialik, Dalen)          |             | Játékvezető: Meghan Anne MacTavish Vonalbírók: Vitaliya Khamitsevich Paulheim Adrienn |
| | 0–2                           | 10:07 – Sirum (Dalen, Haug Hansen) (PP)      |             | Játékvezető: Meghan Anne MacTavish Vonalbírók: Vitaliya Khamitsevich Paulheim Adrienn |
| | 0–3                           | 12:08 – Haug Hansen (Sirum, Morset)          |             | Játékvezető: Meghan Anne MacTavish Vonalbírók: Vitaliya Khamitsevich Paulheim Adrienn |
| Meixner (Altmann, Väärälä) – 13:33 | 1–3                           |                                              |             |                                                                                       |
| | 1–4                           | 18:27 – Dalen (Tendenes, Bialik)             |             |                                                                                       |
| Verworner (Hanser) – 19:22 | 2–4                           |                                              |             |                                                                                       |
| Altmann (Väärälä) – 20:36 | 3–4                           |                                              |             |                                                                                       |
| Schafzahl (Verworner) – 04:52 | 4–4                           |                                              |             |                                                                                       |
| | 4–5                           | 27:10 – Bialik (Haug Hansen, Biseth Engmann) |             |                                                                                       |

| 2019. április 10. 13:30 | Olaszország | 0–2 (0–1, 0–0, 0–1) | Norvégia | Vasas Jégcentrum, Budapest Nézőszám: 72 |

| Jegyzőkönyv                                                                                          | Jegyzőkönyv      | Jegyzőkönyv                         | Jegyzőkönyv | Jegyzőkönyv                                                          |
| --- | ---------------- | ----------------------------------- | ----------- | -------------------------------------------------------------------- |
| | Giulia Mazzocchi | Kapusok                             | Ena Nystrøm | Játékvezető: Marie Picavet Vonalbírók: Marine Dinant Kamila Smetková |
| \| \| 0–1 \| 19:34 – Tendenes (Pedersen, Biseth) \| \| \| 0–2 \| 46:25 – Biseth (Kruse, Tendenes) \| |                  |                                     |             | Játékvezető: Marie Picavet Vonalbírók: Marine Dinant Kamila Smetková |
| 12 perc                                                                                              | Büntetések       | 6 perc                              |             | Játékvezető: Marie Picavet Vonalbírók: Marine Dinant Kamila Smetková |
| 15                                                                                                   | Lövések          | 30                                  |             | Játékvezető: Marie Picavet Vonalbírók: Marine Dinant Kamila Smetková |
| | 0–1              | 19:34 – Tendenes (Pedersen, Biseth) |             | Játékvezető: Marie Picavet Vonalbírók: Marine Dinant Kamila Smetková |
| | 0–2              | 46:25 – Biseth (Kruse, Tendenes)    |             | Játékvezető: Marie Picavet Vonalbírók: Marine Dinant Kamila Smetková |

| 2019. április 10. 17:00 | Magyarország | 6–2 (0–2, 4–0, 2–0) | Dánia | Vasas Jégcentrum, Budapest Nézőszám: 1054 |

| Jegyzőkönyv | Jegyzőkönyv       | Jegyzőkönyv                | Jegyzőkönyv | Jegyzőkönyv                                                                  |
| --- | ----------------- | -------------------------- | ----------- | ---------------------------------------------------------------------------- |
| | Stephanie Nehring | Kapusok                    | Lisa Jensen | Játékvezető: Drahomira Fialova Vonalbírók: Beth Bowshall Magdaléna Čerhitová |
| \| \| 0–1 \| 09:57 – Persson (Glud) \| \| \| 0–2 \| 13:28 – Persson (Jakobsen) \| \| Nooren (Gasparics, Németh B.) (PP) – 26:58 \| 1–2 \| \| \| Gasparics – 30:41 \| 2–2 \| \| \| Gasparics (Nooren, Tóth) – 32:43 \| 3–2 \| \| \| Nooren (Gasparics) – 34:19 \| 4–2 \| \| \| Huszák (Gowie, Dabasi) (PP) – 46:42 \| 5–2 \| \| \| Dabasi (EN) – 57:01 \| 6–2 \| \| |                   |                            |             | Játékvezető: Drahomira Fialova Vonalbírók: Beth Bowshall Magdaléna Čerhitová |
| 6 perc | Büntetések        | 14 perc                    |             | Játékvezető: Drahomira Fialova Vonalbírók: Beth Bowshall Magdaléna Čerhitová |
| 33 | Lövések           | 17                         |             | Játékvezető: Drahomira Fialova Vonalbírók: Beth Bowshall Magdaléna Čerhitová |
| | 0–1               | 09:57 – Persson (Glud)     |             | Játékvezető: Drahomira Fialova Vonalbírók: Beth Bowshall Magdaléna Čerhitová |
| | 0–2               | 13:28 – Persson (Jakobsen) |             | Játékvezető: Drahomira Fialova Vonalbírók: Beth Bowshall Magdaléna Čerhitová |
| Nooren (Gasparics, Németh B.) (PP) – 26:58 | 1–2               |                            |             | Játékvezető: Drahomira Fialova Vonalbírók: Beth Bowshall Magdaléna Čerhitová |
| Gasparics – 30:41 | 2–2               |                            |             |                                                                              |
| Gasparics (Nooren, Tóth) – 32:43 | 3–2               |                            |             |                                                                              |
| Nooren (Gasparics) – 34:19 | 4–2               |                            |             |                                                                              |
| Huszák (Gowie, Dabasi) (PP) – 46:42 | 5–2               |                            |             |                                                                              |
| Dabasi (EN) – 57:01 | 6–2               |                            |             |                                                                              |

| 2019. április 10. 20:30 | Ausztria | 3–2 (sz.) (1–1, 0–0, 1–1) (h.u.: 0–0) (sz.: 1–0) | Szlovákia | Vasas Jégcentrum, Budapest Nézőszám: 38 |

| Jegyzőkönyv | Jegyzőkönyv  | Jegyzőkönyv                                  | Jegyzőkönyv   | Jegyzőkönyv                                                                 |
| --- | ------------ | -------------------------------------------- | ------------- | --------------------------------------------------------------------------- |
| | Jessica Ekrt | Kapusok                                      | Jana Budajová | Játékvezető: Meghan Anne MacTavish Vonalbírók: Paulheim Adrienn Sara Strong |
| \| \| 0–1 \| 06:32 – T. Ištocyová (Šulíková) (PP) \| \| Grascher (Volgger) – 10:59 \| 1–1 \| \| \| \| 1–2 \| 43:25 – Hlinková (Čupková, T. Ištocyová) \| \| Altmann (Verworner, Matzka) – 45:47 \| 2–2 \| \| |              |                                              |               | Játékvezető: Meghan Anne MacTavish Vonalbírók: Paulheim Adrienn Sara Strong |
| Schafzahl Volgger Altmann Hanser | Szétlövés    | Hlinková Košecká Rumanová Kúbeková Kučerková |               | Játékvezető: Meghan Anne MacTavish Vonalbírók: Paulheim Adrienn Sara Strong |
| 4 perc | Büntetések   | 8 perc                                       |               | Játékvezető: Meghan Anne MacTavish Vonalbírók: Paulheim Adrienn Sara Strong |
| 30 | Lövések      | 24                                           |               | Játékvezető: Meghan Anne MacTavish Vonalbírók: Paulheim Adrienn Sara Strong |
| | 0–1          | 06:32 – T. Ištocyová (Šulíková) (PP)         |               | Játékvezető: Meghan Anne MacTavish Vonalbírók: Paulheim Adrienn Sara Strong |
| Grascher (Volgger) – 10:59 | 1–1          |                                              |               | Játékvezető: Meghan Anne MacTavish Vonalbírók: Paulheim Adrienn Sara Strong |
| | 1–2          | 43:25 – Hlinková (Čupková, T. Ištocyová)     |               |                                                                             |
| Altmann (Verworner, Matzka) – 45:47 | 2–2          |                                              |               |                                                                             |

| 2019. április 12. 13:30 | Norvégia | 4–0 (2–0, 1–0, 1–0) | Szlovákia | Vasas Jégcentrum, Budapest Nézőszám: 195 |

| Jegyzőkönyv | Jegyzőkönyv | Jegyzőkönyv | Jegyzőkönyv                      | Jegyzőkönyv                                                                |
| --- | ----------- | ----------- | -------------------------------- | -------------------------------------------------------------------------- |
| | Ena Nystrøm | Kapusok     | Andrea Lettrichová Jana Budajová | Játékvezető: Johanna Tauriainen Vonalbírók: Beth Bowshall Paulheim Adrienn |
| \| Haug Hansen (Sirum) – 03:13 \| 1–0 \| \| \| Strømstad (Bergesen, Sirum) – 16:55 \| 2–0 \| \| \| Sirum (Bialik, Haug Hansen) (PP) – 33:26 \| 3–0 \| \| \| Kruse (Haug Hansen) (EN) – 56:44 \| 4–0 \| \| |             |             |                                  | Játékvezető: Johanna Tauriainen Vonalbírók: Beth Bowshall Paulheim Adrienn |
| 10 perc | Büntetések  | 10 perc     |                                  | Játékvezető: Johanna Tauriainen Vonalbírók: Beth Bowshall Paulheim Adrienn |
| 21 | Lövések     | 23          |                                  | Játékvezető: Johanna Tauriainen Vonalbírók: Beth Bowshall Paulheim Adrienn |
| Haug Hansen (Sirum) – 03:13 | 1–0         |             |                                  | Játékvezető: Johanna Tauriainen Vonalbírók: Beth Bowshall Paulheim Adrienn |
| Strømstad (Bergesen, Sirum) – 16:55 | 2–0         |             |                                  | Játékvezető: Johanna Tauriainen Vonalbírók: Beth Bowshall Paulheim Adrienn |
| Sirum (Bialik, Haug Hansen) (PP) – 33:26 | 3–0         |             |                                  | Játékvezető: Johanna Tauriainen Vonalbírók: Beth Bowshall Paulheim Adrienn |
| Kruse (Haug Hansen) (EN) – 56:44 | 4–0         |             |                                  |                                                                            |

| 2019. április 12. 17:00 | Magyarország | 9–0 (3–0, 4–0, 2–0) | Olaszország | Vasas Jégcentrum, Budapest Nézőszám: 1310 |

| Jegyzőkönyv | Jegyzőkönyv  | Jegyzőkönyv | Jegyzőkönyv                   | Jegyzőkönyv                                                                    |
| --- | ------------ | ----------- | ----------------------------- | ------------------------------------------------------------------------------ |
| | Németh Anikó | Kapusok     | Giulia Mazzocchi Elisa Biondi | Játékvezető: Drahomira Fialova Vonalbírók: Marine Dinant Vitaliya Khamitsevich |
| \| Gasparics (Kiss-Simon) (PP) – 10:30 \| 1–0 \| \| \| Dabasi (Huszák) – 13:39 \| 2–0 \| \| \| Gasparics (Nooren, Pintér L.) – 16:30 \| 3–0 \| \| \| Nooren (Németh B., Gasparics) (PP) – 21:03 \| 4–0 \| \| \| Nooren (Odnoga, Pintér L.) (PP) – 23:37 \| 5–0 \| \| \| Rónai (Gasparics, Nooren) – 31:17 \| 6–0 \| \| \| Horváth (Gasparics, Pintér L.) (PP) – 34:12 \| 7–0 \| \| \| Seregély (Kreisz) (PP) – 57:47 \| 8–0 \| \| \| Rónai (Németh B., Odnoga) (EA) – 58:52 \| 9–0 \| \| |              |             |                               | Játékvezető: Drahomira Fialova Vonalbírók: Marine Dinant Vitaliya Khamitsevich |
| 12 perc | Büntetések   | 16 perc     |                               | Játékvezető: Drahomira Fialova Vonalbírók: Marine Dinant Vitaliya Khamitsevich |
| 42 | Lövések      | 13          |                               | Játékvezető: Drahomira Fialova Vonalbírók: Marine Dinant Vitaliya Khamitsevich |
| Gasparics (Kiss-Simon) (PP) – 10:30 | 1–0          |             |                               | Játékvezető: Drahomira Fialova Vonalbírók: Marine Dinant Vitaliya Khamitsevich |
| Dabasi (Huszák) – 13:39 | 2–0          |             |                               | Játékvezető: Drahomira Fialova Vonalbírók: Marine Dinant Vitaliya Khamitsevich |
| Gasparics (Nooren, Pintér L.) – 16:30 | 3–0          |             |                               | Játékvezető: Drahomira Fialova Vonalbírók: Marine Dinant Vitaliya Khamitsevich |
| Nooren (Németh B., Gasparics) (PP) – 21:03 | 4–0          |             |                               |                                                                                |
| Nooren (Odnoga, Pintér L.) (PP) – 23:37 | 5–0          |             |                               |                                                                                |
| Rónai (Gasparics, Nooren) – 31:17 | 6–0          |             |                               |                                                                                |
| Horváth (Gasparics, Pintér L.) (PP) – 34:12 | 7–0          |             |                               |                                                                                |
| Seregély (Kreisz) (PP) – 57:47 | 8–0          |             |                               |                                                                                |
| Rónai (Németh B., Odnoga) (EA) – 58:52 | 9–0          |             |                               |                                                                                |

| 2019. április 12. 20:30 | Dánia | 3–8 (1–4, 1–2, 1–2) | Ausztria | Vasas Jégcentrum, Budapest Nézőszám: 137 |

| Jegyzőkönyv | Jegyzőkönyv                          | Jegyzőkönyv                              | Jegyzőkönyv  | Jegyzőkönyv                                                        |
| --- | ------------------------------------ | ---------------------------------------- | ------------ | ------------------------------------------------------------------ |
| | Lisa Jensen Cassandra Repstock-Romme | Kapusok                                  | Jessica Ekrt | Játékvezető: Marie Picavet Vonalbírók: Kamila Smetková Sara Strong |
| \| \| 0–1 \| 03:30 – Volgger (Hanser) \| \| \| 0–2 \| 05:17 – Altmann (Wittich) \| \| \| 0–3 \| 09:35 – Schafzahl (Wittich, Matzka) (PP) \| \| \| 0–4 \| 12:23 – Lopez (Volgger) \| \| Frandsen (Glud, Jakobsen) (PP) – 19:38 \| 1–4 \| \| \| Jakobsen (Persson) – 20:19 \| 2–4 \| \| \| \| 2–5 \| 21:48 – Fazokas \| \| \| 2–6 \| 35:29 – Schafzahl (Altmann) \| \| \| 2–7 \| 46:47 – Meixner (PS) \| \| Persson (Jakobsen, Frandsen) (PP) – 51:15 \| 3–7 \| \| \| \| 3–8 \| 51:44 – Matzka (Wittich, Altmann) (PP) \| |                                      |                                          |              | Játékvezető: Marie Picavet Vonalbírók: Kamila Smetková Sara Strong |
| 10 perc | Büntetések                           | 8 perc                                   |              | Játékvezető: Marie Picavet Vonalbírók: Kamila Smetková Sara Strong |
| 21 | Lövések                              | 26                                       |              | Játékvezető: Marie Picavet Vonalbírók: Kamila Smetková Sara Strong |
| | 0–1                                  | 03:30 – Volgger (Hanser)                 |              | Játékvezető: Marie Picavet Vonalbírók: Kamila Smetková Sara Strong |
| | 0–2                                  | 05:17 – Altmann (Wittich)                |              | Játékvezető: Marie Picavet Vonalbírók: Kamila Smetková Sara Strong |
| | 0–3                                  | 09:35 – Schafzahl (Wittich, Matzka) (PP) |              | Játékvezető: Marie Picavet Vonalbírók: Kamila Smetková Sara Strong |
| | 0–4                                  | 12:23 – Lopez (Volgger)                  |              |                                                                    |
| Frandsen (Glud, Jakobsen) (PP) – 19:38 | 1–4                                  |                                          |              |                                                                    |
| Jakobsen (Persson) – 20:19 | 2–4                                  |                                          |              |                                                                    |
| | 2–5                                  | 21:48 – Fazokas                          |              |                                                                    |
| | 2–6                                  | 35:29 – Schafzahl (Altmann)              |              |                                                                    |
| | 2–7                                  | 46:47 – Meixner (PS)                     |              |                                                                    |
| Persson (Jakobsen, Frandsen) (PP) – 51:15 | 3–7                                  |                                          |              |                                                                    |
| | 3–8                                  | 51:44 – Matzka (Wittich, Altmann) (PP)   |              |                                                                    |

| 2019. április 13. 12:30 | Szlovákia | 2–1 (1–0, 1–1, 0–0) | Olaszország | Vasas Jégcentrum, Budapest Nézőszám: 122 |

| Jegyzőkönyv | Jegyzőkönyv   | Jegyzőkönyv                    | Jegyzőkönyv      | Jegyzőkönyv                                                                    |
| --- | ------------- | ------------------------------ | ---------------- | ------------------------------------------------------------------------------ |
| | Jana Budajová | Kapusok                        | Giulia Mazzocchi | Játékvezető: Drahomira Fialova Vonalbírók: Beth Bowshall Vitaliya Khamitsevich |
| \| Halušková (Košecká) – 04:10 \| 1–0 \| \| \| Klimešová (Halušková) – 26:00 \| 2–0 \| \| \| \| 2–1 \| 35:58 – Mattivi (Mistrotofolo) \| |               |                                |                  | Játékvezető: Drahomira Fialova Vonalbírók: Beth Bowshall Vitaliya Khamitsevich |
| 10 perc | Büntetések    | 10 perc                        |                  | Játékvezető: Drahomira Fialova Vonalbírók: Beth Bowshall Vitaliya Khamitsevich |
| 36 | Lövések       | 19                             |                  | Játékvezető: Drahomira Fialova Vonalbírók: Beth Bowshall Vitaliya Khamitsevich |
| Halušková (Košecká) – 04:10 | 1–0           |                                |                  | Játékvezető: Drahomira Fialova Vonalbírók: Beth Bowshall Vitaliya Khamitsevich |
| Klimešová (Halušková) – 26:00 | 2–0           |                                |                  | Játékvezető: Drahomira Fialova Vonalbírók: Beth Bowshall Vitaliya Khamitsevich |
| | 2–1           | 35:58 – Mattivi (Mistrotofolo) |                  | Játékvezető: Drahomira Fialova Vonalbírók: Beth Bowshall Vitaliya Khamitsevich |

| 2019. április 13. 16:00 | Dánia | 4–0 (1–0, 1–0, 2–0) | Norvégia | Vasas Jégcentrum, Budapest Nézőszám: 165 |

| Jegyzőkönyv | Jegyzőkönyv              | Jegyzőkönyv | Jegyzőkönyv | Jegyzőkönyv                                                                  |
| --- | ------------------------ | ----------- | ----------- | ---------------------------------------------------------------------------- |
| | Cassandra Repstock-Romme | Kapusok     | Ena Nystrøm | Játékvezető: Meghan Anne MacTavish Vonalbírók: Marine Dinant Kamila Smetková |
| \| Jakobsen (N. Jensen, Asperup) – 09:52 \| 1–0 \| \| \| Jakobsen (Oksbjerg) – 32:11 \| 2–0 \| \| \| N. Jensen (Persson, Andersen) – 50:11 \| 3–0 \| \| \| Glud (Persson) (EN) – 58:17 \| 4–0 \| \| |                          |             |             | Játékvezető: Meghan Anne MacTavish Vonalbírók: Marine Dinant Kamila Smetková |
| 8 perc | Büntetések               | 6 perc      |             | Játékvezető: Meghan Anne MacTavish Vonalbírók: Marine Dinant Kamila Smetková |
| 28 | Lövések                  | 27          |             | Játékvezető: Meghan Anne MacTavish Vonalbírók: Marine Dinant Kamila Smetková |
| Jakobsen (N. Jensen, Asperup) – 09:52 | 1–0                      |             |             | Játékvezető: Meghan Anne MacTavish Vonalbírók: Marine Dinant Kamila Smetková |
| Jakobsen (Oksbjerg) – 32:11 | 2–0                      |             |             | Játékvezető: Meghan Anne MacTavish Vonalbírók: Marine Dinant Kamila Smetková |
| N. Jensen (Persson, Andersen) – 50:11 | 3–0                      |             |             | Játékvezető: Meghan Anne MacTavish Vonalbírók: Marine Dinant Kamila Smetková |
| Glud (Persson) (EN) – 58:17 | 4–0                      |             |             |                                                                              |

| 2019. április 13. 19:30 | Ausztria | 1–2 (1–1, 0–0, 0–1) | Magyarország | Vasas Jégcentrum, Budapest Nézőszám: 1944 |

| Jegyzőkönyv | Jegyzőkönyv  | Jegyzőkönyv                        | Jegyzőkönyv  | Jegyzőkönyv                                                            |
| --- | ------------ | ---------------------------------- | ------------ | ---------------------------------------------------------------------- |
| | Jessica Ekrt | Kapusok                            | Németh Anikó | Játékvezető: Marie Picavet Vonalbírók: Magdaléna Čerhitová Sara Strong |
| \| \| 0–1 \| 00:21 – Gasparics (Kreisz) \| \| Meixner – 04:01 \| 1–1 \| \| \| \| 1–2 \| 48:46 – Németh B. (Gasparics) (PP) \| |              |                                    |              | Játékvezető: Marie Picavet Vonalbírók: Magdaléna Čerhitová Sara Strong |
| 16 perc | Büntetések   | 6 perc                             |              | Játékvezető: Marie Picavet Vonalbírók: Magdaléna Čerhitová Sara Strong |
| 15 | Lövések      | 33                                 |              | Játékvezető: Marie Picavet Vonalbírók: Magdaléna Čerhitová Sara Strong |
| | 0–1          | 00:21 – Gasparics (Kreisz)         |              | Játékvezető: Marie Picavet Vonalbírók: Magdaléna Čerhitová Sara Strong |
| Meixner – 04:01 | 1–1          |                                    |              | Játékvezető: Marie Picavet Vonalbírók: Magdaléna Čerhitová Sara Strong |
| | 1–2          | 48:46 – Németh B. (Gasparics) (PP) |              | Játékvezető: Marie Picavet Vonalbírók: Magdaléna Čerhitová Sara Strong |

### B csoport
| Hely. | Csapat         | M | Gy | HGy | HV | V | G+ | G– | Gk  | P  | Továbbjutás vagy kiesés    |
| ----- | -------------- | - | -- | --- | -- | - | -- | -- | --- | -- | -------------------------- |
| 1.    | Hollandia (F)  | 5 | 5  | 0   | 0  | 0 | 17 | 4  | +13 | 15 | Feljutott a divízió I A-ba |
| 2.    | Dél-Korea      | 5 | 3  | 0   | 0  | 2 | 17 | 15 | +2  | 9  |                            |
| 3.    | Lengyelország  | 5 | 3  | 0   | 0  | 2 | 13 | 12 | +1  | 9  |                            |
| 4.    | Kína (R)       | 5 | 2  | 0   | 0  | 3 | 12 | 12 | 0   | 6  |                            |
| 5.    | Kazahsztán     | 5 | 1  | 0   | 1  | 3 | 8  | 16 | −8  | 4  |                            |
| 6.    | Lettország (K) | 5 | 0  | 1   | 0  | 4 | 4  | 12 | −8  | 2  | Kiesett a divízió I B-be   |

1. 1 2  Dél-Korea 4–3 Lengyelország

| 2019. április 6. 13:00 | Kína | 3–0 (0–0, 1–0, 2–0) | Lettország | Shougang Ice Rink, Peking Nézőszám: 1510 |

| Jegyzőkönyv | Jegyzőkönyv | Jegyzőkönyv | Jegyzőkönyv      | Jegyzőkönyv                                                          |
| --- | ----------- | ----------- | ---------------- | -------------------------------------------------------------------- |
| | Wang Yuqing | Kapusok     | Kristiāna Apsīte | Játékvezető: Debby Hengst Vonalbírók: Veronika Lounová Jenna Puhakka |
| \| Lu (Deng, Zhang) (PP) – 34:09 \| 1–0 \| \| \| Lu (Ma, Yu) – 42:18 \| 2–0 \| \| \| Fang (Zhu) – 58:33 \| 3–0 \| \| |             |             |                  | Játékvezető: Debby Hengst Vonalbírók: Veronika Lounová Jenna Puhakka |
| 35 perc | Büntetések  | 10 perc     |                  | Játékvezető: Debby Hengst Vonalbírók: Veronika Lounová Jenna Puhakka |
| 61 | Lövések     | 9           |                  | Játékvezető: Debby Hengst Vonalbírók: Veronika Lounová Jenna Puhakka |
| Lu (Deng, Zhang) (PP) – 34:09                                                                                        | 1–0         |             |                  | Játékvezető: Debby Hengst Vonalbírók: Veronika Lounová Jenna Puhakka |
| Lu (Ma, Yu) – 42:18                                                                                                  | 2–0         |             |                  | Játékvezető: Debby Hengst Vonalbírók: Veronika Lounová Jenna Puhakka |
| Fang (Zhu) – 58:33                                                                                                   | 3–0         |             |                  | Játékvezető: Debby Hengst Vonalbírók: Veronika Lounová Jenna Puhakka |

| 2019. április 6. 16:30 | Hollandia | 5–2 (2–1, 0–0, 3–1) | Dél-Korea | Shougang Ice Rink, Peking Nézőszám: 1460 |

| Jegyzőkönyv | Jegyzőkönyv    | Jegyzőkönyv                             | Jegyzőkönyv | Jegyzőkönyv                                                      |
| --- | -------------- | --------------------------------------- | ----------- | ---------------------------------------------------------------- |
| | Nadia Zijlstra | Kapusok                                 | Han Do-hee  | Játékvezető: Deana Cuglietta Vonalbírók: Alexandra Blair Wu Xing |
| \| Tjin-a-Ton (Hamers, Barton) – 06:50 \| 1–0 \| \| \| Barbier (Van Ooijen, Van Nes) – 08:08 \| 2–0 \| \| \| \| 2–1 \| 19:00 – Kim H. (Eom, Choi Ji.) (PP, EA) \| \| Wielenga (Van Nes, Hamers) (PP) – 50:16 \| 3–1 \| \| \| Hamers (Wielenga) (PP) – 51:00 \| 4–1 \| \| \| Even (Wielenga, Huisman) (SH) – 53:52 \| 5–1 \| \| \| \| 5–2 \| 54:44 – Choi Ji. \| |                |                                         |             | Játékvezető: Deana Cuglietta Vonalbírók: Alexandra Blair Wu Xing |
| 18 perc | Büntetések     | 26 perc                                 |             | Játékvezető: Deana Cuglietta Vonalbírók: Alexandra Blair Wu Xing |
| 33 | Lövések        | 27                                      |             | Játékvezető: Deana Cuglietta Vonalbírók: Alexandra Blair Wu Xing |
| Tjin-a-Ton (Hamers, Barton) – 06:50 | 1–0            |                                         |             | Játékvezető: Deana Cuglietta Vonalbírók: Alexandra Blair Wu Xing |
| Barbier (Van Ooijen, Van Nes) – 08:08 | 2–0            |                                         |             | Játékvezető: Deana Cuglietta Vonalbírók: Alexandra Blair Wu Xing |
| | 2–1            | 19:00 – Kim H. (Eom, Choi Ji.) (PP, EA) |             | Játékvezető: Deana Cuglietta Vonalbírók: Alexandra Blair Wu Xing |
| Wielenga (Van Nes, Hamers) (PP) – 50:16 | 3–1            |                                         |             |                                                                  |
| Hamers (Wielenga) (PP) – 51:00 | 4–1            |                                         |             |                                                                  |
| Even (Wielenga, Huisman) (SH) – 53:52 | 5–1            |                                         |             |                                                                  |
| | 5–2            | 54:44 – Choi Ji.                        |             |                                                                  |

| 2019. április 6. 20:00 | Lengyelország | 5–3 (3–1, 1–1, 1–1) | Kazahsztán | Shougang Ice Rink, Peking Nézőszám: 1430 |

| Jegyzőkönyv | Jegyzőkönyv  | Jegyzőkönyv                                     | Jegyzőkönyv                      | Jegyzőkönyv                                                      |
| --- | ------------ | ----------------------------------------------- | -------------------------------- | ---------------------------------------------------------------- |
| | Martyna Sass | Kapusok                                         | Daria Dmitrieva Arina Shyokolova | Játékvezető: Kristine Langley Vonalbírók: Liv Andersson Wang Hui |
| \| Późniewska (SH) – 03:01 \| 1–0 \| \| \| Późniewska – 06:39 \| 2–0 \| \| \| \| 2–1 \| 09:36 – Moldabay (Ashimova) \| \| Czaplik (Późniewska) – 19:06 \| 3–1 \| \| \| Chrapek (Późniewska, Czaplik) – 26:38 \| 4–1 \| \| \| \| 4–2 \| 34:52 – Orazbayeva (Aldabergenova, Kitaibekova) \| \| Czaplik (Późniewska, Wieczorek) – 58:59 \| 5–2 \| \| \| \| 5–3 \| 59:50 – Aldabergenova (Olzhabayeva) \| |              |                                                 |                                  | Játékvezető: Kristine Langley Vonalbírók: Liv Andersson Wang Hui |
| 6 perc | Büntetések   | 4 perc                                          |                                  | Játékvezető: Kristine Langley Vonalbírók: Liv Andersson Wang Hui |
| 27 | Lövések      | 31                                              |                                  | Játékvezető: Kristine Langley Vonalbírók: Liv Andersson Wang Hui |
| Późniewska (SH) – 03:01 | 1–0          |                                                 |                                  | Játékvezető: Kristine Langley Vonalbírók: Liv Andersson Wang Hui |
| Późniewska – 06:39 | 2–0          |                                                 |                                  | Játékvezető: Kristine Langley Vonalbírók: Liv Andersson Wang Hui |
| | 2–1          | 09:36 – Moldabay (Ashimova)                     |                                  | Játékvezető: Kristine Langley Vonalbírók: Liv Andersson Wang Hui |
| Czaplik (Późniewska) – 19:06 | 3–1          |                                                 |                                  |                                                                  |
| Chrapek (Późniewska, Czaplik) – 26:38 | 4–1          |                                                 |                                  |                                                                  |
| | 4–2          | 34:52 – Orazbayeva (Aldabergenova, Kitaibekova) |                                  |                                                                  |
| Czaplik (Późniewska, Wieczorek) – 58:59 | 5–2          |                                                 |                                  |                                                                  |
| | 5–3          | 59:50 – Aldabergenova (Olzhabayeva)             |                                  |                                                                  |

| 2019. április 7. 13:00 | Dél-Korea | 2–5 (1–1, 0–1, 1–3) | Kína | Shougang Ice Rink, Peking Nézőszám: 1600 |

| Jegyzőkönyv | Jegyzőkönyv | Jegyzőkönyv              | Jegyzőkönyv | Jegyzőkönyv                                                             |
| --- | ----------- | ------------------------ | ----------- | ----------------------------------------------------------------------- |
| | Han Do-hee  | Kapusok                  | Wang Yuqing | Játékvezető: Kristine Langley Vonalbírók: Liv Andersson Alexandra Blair |
| \| Lee E. (Kim H.) – 02:22 \| 1–0 \| \| \| \| 1–1 \| 07:32 – Fang (Kong, Zhu) \| \| \| 1–2 \| 28:41 – Liu Z. \| \| \| 1–3 \| 43:52 – Fang (Yang) \| \| \| 1–4 \| 50:12 – Pi (Ma, Deng) \| \| Kim H. (Eom, Park Jo.) (PP, EA) – 57:21 \| 2–4 \| \| \| \| 2–5 \| 57:45 – Kong (Deng) \| |             |                          |             | Játékvezető: Kristine Langley Vonalbírók: Liv Andersson Alexandra Blair |
| 4 perc | Büntetések  | 8 perc                   |             | Játékvezető: Kristine Langley Vonalbírók: Liv Andersson Alexandra Blair |
| 19 | Lövések     | 29                       |             | Játékvezető: Kristine Langley Vonalbírók: Liv Andersson Alexandra Blair |
| Lee E. (Kim H.) – 02:22 | 1–0         |                          |             | Játékvezető: Kristine Langley Vonalbírók: Liv Andersson Alexandra Blair |
| | 1–1         | 07:32 – Fang (Kong, Zhu) |             | Játékvezető: Kristine Langley Vonalbírók: Liv Andersson Alexandra Blair |
| | 1–2         | 28:41 – Liu Z.           |             | Játékvezető: Kristine Langley Vonalbírók: Liv Andersson Alexandra Blair |
| | 1–3         | 43:52 – Fang (Yang)      |             |                                                                         |
| | 1–4         | 50:12 – Pi (Ma, Deng)    |             |                                                                         |
| Kim H. (Eom, Park Jo.) (PP, EA) – 57:21 | 2–4         |                          |             |                                                                         |
| | 2–5         | 57:45 – Kong (Deng)      |             |                                                                         |

| 2019. április 7. 16:30 | Kazahsztán | 1–3 (0–2, 1–0, 0–1) | Hollandia | Shougang Ice Rink, Peking Nézőszám: 950 |

| Jegyzőkönyv | Jegyzőkönyv     | Jegyzőkönyv                     | Jegyzőkönyv | Jegyzőkönyv                                                           |
| --- | --------------- | ------------------------------- | ----------- | --------------------------------------------------------------------- |
| | Daria Dmitrieva | Kapusok                         | Lisa Daams  | Játékvezető: Ilona Novotná Vonalbírók: Veronika Lounová Jenna Puhakka |
| \| \| 0–1 \| 08:54 – Wielenga (Van Nes) (PP) \| \| \| 0–2 \| 11:08 – Tjin-a-Ton (Barton) \| \| Koroleva (Konysheva) (PP) – 38:46 \| 1–2 \| \| \| \| 1–3 \| 59:54 – Wielenga (Even) (EN) \| |                 |                                 |             | Játékvezető: Ilona Novotná Vonalbírók: Veronika Lounová Jenna Puhakka |
| 14 perc | Büntetések      | 10 perc                         |             | Játékvezető: Ilona Novotná Vonalbírók: Veronika Lounová Jenna Puhakka |
| 17 | Lövések         | 49                              |             | Játékvezető: Ilona Novotná Vonalbírók: Veronika Lounová Jenna Puhakka |
| | 0–1             | 08:54 – Wielenga (Van Nes) (PP) |             | Játékvezető: Ilona Novotná Vonalbírók: Veronika Lounová Jenna Puhakka |
| | 0–2             | 11:08 – Tjin-a-Ton (Barton)     |             | Játékvezető: Ilona Novotná Vonalbírók: Veronika Lounová Jenna Puhakka |
| Koroleva (Konysheva) (PP) – 38:46 | 1–2             |                                 |             | Játékvezető: Ilona Novotná Vonalbírók: Veronika Lounová Jenna Puhakka |
| | 1–3             | 59:54 – Wielenga (Even) (EN)    |             |                                                                       |

| 2019. április 7. 20:00 | Lettország | 0–1 (0–1, 0–0, 0–0) | Lengyelország | Shougang Ice Rink, Peking Nézőszám: 450 |

| Jegyzőkönyv                                                | Jegyzőkönyv      | Jegyzőkönyv                                | Jegyzőkönyv  | Jegyzőkönyv                                                          |
| ---------------------------------------------------------- | ---------------- | ------------------------------------------ | ------------ | -------------------------------------------------------------------- |
|                                                            | Kristiāna Apsīte | Kapusok                                    | Martyna Sass | Játékvezető: Deana Cuglietta Vonalbírók: Loise Lybak Larsen Wang Hui |
| \| \| 0–1 \| 19:31 – Chrapek (Późniewska, Czaplik) (PP) \| |                  |                                            |              | Játékvezető: Deana Cuglietta Vonalbírók: Loise Lybak Larsen Wang Hui |
| 22 perc                                                    | Büntetések       | 14 perc                                    |              | Játékvezető: Deana Cuglietta Vonalbírók: Loise Lybak Larsen Wang Hui |
| 22                                                         | Lövések          | 52                                         |              | Játékvezető: Deana Cuglietta Vonalbírók: Loise Lybak Larsen Wang Hui |
|                                                            | 0–1              | 19:31 – Chrapek (Późniewska, Czaplik) (PP) |              | Játékvezető: Deana Cuglietta Vonalbírók: Loise Lybak Larsen Wang Hui |

| 2019. április 9. 13:00 | Lettország | 2–1 (sz.) (1–1, 0–0, 0–0) (h.u.: 0–0) (sz.: 1–0) | Kazahsztán | Shougang Ice Rink, Peking Nézőszám: 1200 |

| Jegyzőkönyv                                                                                   | Jegyzőkönyv      | Jegyzőkönyv                               | Jegyzőkönyv     | Jegyzőkönyv                                                    |
| --------------------------------------------------------------------------------------------- | ---------------- | ----------------------------------------- | --------------- | -------------------------------------------------------------- |
|                                                                                               | Kristiāna Apsīte | Kapusok                                   | Daria Dmitrieva | Játékvezető: Debby Hengst Vonalbírók: Alexandra Blair Wang Hui |
| \| Pētersone (Mihejenko) – 03:19 \| 1–0 \| \| \| \| 1–1 \| 10:00 – Aldabergenova (Kuzmina) \| |                  |                                           |                 | Játékvezető: Debby Hengst Vonalbírók: Alexandra Blair Wang Hui |
| Pētersone Miljone Kublina Ozmena                                                              | Szétlövés        | Ashimova Sviridova Aldabergenova Koroleva |                 | Játékvezető: Debby Hengst Vonalbírók: Alexandra Blair Wang Hui |
| 31 perc                                                                                       | Büntetések       | 8 perc                                    |                 | Játékvezető: Debby Hengst Vonalbírók: Alexandra Blair Wang Hui |
| 24                                                                                            | Lövések          | 59                                        |                 | Játékvezető: Debby Hengst Vonalbírók: Alexandra Blair Wang Hui |
| Pētersone (Mihejenko) – 03:19                                                                 | 1–0              |                                           |                 | Játékvezető: Debby Hengst Vonalbírók: Alexandra Blair Wang Hui |
|                                                                                               | 1–1              | 10:00 – Aldabergenova (Kuzmina)           |                 | Játékvezető: Debby Hengst Vonalbírók: Alexandra Blair Wang Hui |

| 2019. április 9. 16:30 | Hollandia | 4–0 (0–0, 2–0, 2–0) | Kína | Shougang Ice Rink, Peking Nézőszám: 1570 |

| Jegyzőkönyv | Jegyzőkönyv    | Jegyzőkönyv | Jegyzőkönyv | Jegyzőkönyv                                                                |
| --- | -------------- | ----------- | ----------- | -------------------------------------------------------------------------- |
| | Nadia Zijlstra | Kapusok     | Wang Yuqing | Játékvezető: Kristine Langley Vonalbírók: Loise Lybak Larsen Jenna Puhakka |
| \| Wielenga – 23:06 \| 1–0 \| \| \| Wielenga (Noë, De Jong) – 26:27 \| 2–0 \| \| \| Schollaardt (Barbier) – 41:11 \| 3–0 \| \| \| Hamers (Barbier, Van Nes) – 55:08 \| 4–0 \| \| |                |             |             | Játékvezető: Kristine Langley Vonalbírók: Loise Lybak Larsen Jenna Puhakka |
| 6 perc | Büntetések     | 6 perc      |             | Játékvezető: Kristine Langley Vonalbírók: Loise Lybak Larsen Jenna Puhakka |
| 34 | Lövések        | 19          |             | Játékvezető: Kristine Langley Vonalbírók: Loise Lybak Larsen Jenna Puhakka |
| Wielenga – 23:06 | 1–0            |             |             | Játékvezető: Kristine Langley Vonalbírók: Loise Lybak Larsen Jenna Puhakka |
| Wielenga (Noë, De Jong) – 26:27 | 2–0            |             |             | Játékvezető: Kristine Langley Vonalbírók: Loise Lybak Larsen Jenna Puhakka |
| Schollaardt (Barbier) – 41:11 | 3–0            |             |             | Játékvezető: Kristine Langley Vonalbírók: Loise Lybak Larsen Jenna Puhakka |
| Hamers (Barbier, Van Nes) – 55:08 | 4–0            |             |             |                                                                            |

| 2019. április 9. 20:00 | Dél-Korea | 4–3 (0–2, 3–0, 1–1) | Lengyelország | Shougang Ice Rink, Peking Nézőszám: 750 |

| Jegyzőkönyv | Jegyzőkönyv | Jegyzőkönyv                    | Jegyzőkönyv  | Jegyzőkönyv                                                  |
| --- | ----------- | ------------------------------ | ------------ | ------------------------------------------------------------ |
| | Han Do-hee  | Kapusok                        | Martyna Sass | Játékvezető: Ilona Novotná Vonalbírók: Liv Andersson Wu Xing |
| \| \| 0–1 \| 05:32 – Sfora (Wieczorek) (PP) \| \| \| 0–2 \| 06:59 – Późniewska (Wieczorek) \| \| Choi Y. (Kim S.) (PP) – 32:40 \| 1–2 \| \| \| Choi Ji. (Kim H., Jo) (PP) – 36:26 \| 2–2 \| \| \| Park C. (Park Y., Park Jo.) – 38:33 \| 3–2 \| \| \| Park Jo. – 40:47 \| 4–2 \| \| \| \| 4–3 \| 54:29 – Wieczorek (PP) \| |             |                                |              | Játékvezető: Ilona Novotná Vonalbírók: Liv Andersson Wu Xing |
| 10 perc | Büntetések  | 24 perc                        |              | Játékvezető: Ilona Novotná Vonalbírók: Liv Andersson Wu Xing |
| 35 | Lövések     | 19                             |              | Játékvezető: Ilona Novotná Vonalbírók: Liv Andersson Wu Xing |
| | 0–1         | 05:32 – Sfora (Wieczorek) (PP) |              | Játékvezető: Ilona Novotná Vonalbírók: Liv Andersson Wu Xing |
| | 0–2         | 06:59 – Późniewska (Wieczorek) |              | Játékvezető: Ilona Novotná Vonalbírók: Liv Andersson Wu Xing |
| Choi Y. (Kim S.) (PP) – 32:40 | 1–2         |                                |              | Játékvezető: Ilona Novotná Vonalbírók: Liv Andersson Wu Xing |
| Choi Ji. (Kim H., Jo) (PP) – 36:26 | 2–2         |                                |              |                                                              |
| Park C. (Park Y., Park Jo.) – 38:33 | 3–2         |                                |              |                                                              |
| Park Jo. – 40:47 | 4–2         |                                |              |                                                              |
| | 4–3         | 54:29 – Wieczorek (PP)         |              |                                                              |

| 2019. április 10. 13:00 | Lettország | 1–3 (1–0, 0–1, 0–2) | Hollandia | Shougang Ice Rink, Peking Nézőszám: 1650 |

| Jegyzőkönyv | Jegyzőkönyv  | Jegyzőkönyv                             | Jegyzőkönyv    | Jegyzőkönyv                                                         |
| --- | ------------ | --------------------------------------- | -------------- | ------------------------------------------------------------------- |
| | Evija Tētiņa | Kapusok                                 | Nadia Zijlstra | Játékvezető: Deana Cuglietta Vonalbírók: Loise Lybak Larsen Wu Xing |
| \| Miljone – 10:41 \| 1–0 \| \| \| \| 1–1 \| 35:59 – Barton (Dijkema, Tjin-a-Ton) \| \| \| 1–2 \| 51:12 – Huisman (Wielenga, Hamers) (PP) \| \| \| 1–3 \| 58:39 – Wielenga (EN) \| |              |                                         |                | Játékvezető: Deana Cuglietta Vonalbírók: Loise Lybak Larsen Wu Xing |
| 6 perc | Büntetések   | 12 perc                                 |                | Játékvezető: Deana Cuglietta Vonalbírók: Loise Lybak Larsen Wu Xing |
| 14 | Lövések      | 45                                      |                | Játékvezető: Deana Cuglietta Vonalbírók: Loise Lybak Larsen Wu Xing |
| Miljone – 10:41 | 1–0          |                                         |                | Játékvezető: Deana Cuglietta Vonalbírók: Loise Lybak Larsen Wu Xing |
| | 1–1          | 35:59 – Barton (Dijkema, Tjin-a-Ton)    |                | Játékvezető: Deana Cuglietta Vonalbírók: Loise Lybak Larsen Wu Xing |
| | 1–2          | 51:12 – Huisman (Wielenga, Hamers) (PP) |                | Játékvezető: Deana Cuglietta Vonalbírók: Loise Lybak Larsen Wu Xing |
| | 1–3          | 58:39 – Wielenga (EN)                   |                |                                                                     |

| 2019. április 10. 16:30 | Kína | 3–4 (1–1, 0–2, 2–1) | Lengyelország | Shougang Ice Rink, Peking Nézőszám: 1580 |

| Jegyzőkönyv | Jegyzőkönyv | Jegyzőkönyv                                  | Jegyzőkönyv  | Jegyzőkönyv                                                          |
| --- | ----------- | -------------------------------------------- | ------------ | -------------------------------------------------------------------- |
| | Wang Yuqing | Kapusok                                      | Martyna Sass | Játékvezető: Ilona Novotná Vonalbírók: Alexandra Blair Jenna Puhakka |
| \| He X. (Yang) – 00:55 \| 1–0 \| \| \| \| 1–1 \| 12:00 – Sikorska (Dziwok) \| \| \| 1–2 \| 32:32 – Późniewska (Wieczorek, Czaplik) (PP) \| \| \| 1–3 \| 37:17 – Gogoc (Kamińska) (PP) \| \| \| 1–4 \| 50:02 – Późniewska (Czaplik, Wieczorek) (PP) \| \| Fang (PS) – 52:24 \| 2–4 \| \| \| Fang (Ma) (PP) – 53:10 \| 3–4 \| \| |             |                                              |              | Játékvezető: Ilona Novotná Vonalbírók: Alexandra Blair Jenna Puhakka |
| 14 perc | Büntetések  | 12 perc                                      |              | Játékvezető: Ilona Novotná Vonalbírók: Alexandra Blair Jenna Puhakka |
| 38 | Lövések     | 31                                           |              | Játékvezető: Ilona Novotná Vonalbírók: Alexandra Blair Jenna Puhakka |
| He X. (Yang) – 00:55 | 1–0         |                                              |              | Játékvezető: Ilona Novotná Vonalbírók: Alexandra Blair Jenna Puhakka |
| | 1–1         | 12:00 – Sikorska (Dziwok)                    |              | Játékvezető: Ilona Novotná Vonalbírók: Alexandra Blair Jenna Puhakka |
| | 1–2         | 32:32 – Późniewska (Wieczorek, Czaplik) (PP) |              | Játékvezető: Ilona Novotná Vonalbírók: Alexandra Blair Jenna Puhakka |
| | 1–3         | 37:17 – Gogoc (Kamińska) (PP)                |              |                                                                      |
| | 1–4         | 50:02 – Późniewska (Czaplik, Wieczorek) (PP) |              |                                                                      |
| Fang (PS) – 52:24 | 2–4         |                                              |              |                                                                      |
| Fang (Ma) (PP) – 53:10 | 3–4         |                                              |              |                                                                      |

| 2019. április 10. 20:00 | Kazahsztán | 1–5 (0–2, 0–2, 1–1) | Dél-Korea | Shougang Ice Rink, Peking Nézőszám: 280 |

| Jegyzőkönyv | Jegyzőkönyv                      | Jegyzőkönyv                               | Jegyzőkönyv | Jegyzőkönyv                                                     |
| --- | -------------------------------- | ----------------------------------------- | ----------- | --------------------------------------------------------------- |
| | Daria Dmitrieva Arina Shyokolova | Kapusok                                   | Han Do-hee  | Játékvezető: Debby Hengst Vonalbírók: Veronika Lounová Wang Hui |
| \| \| 0–1 \| 08:26 – Park Jo. (Eom, Song) (PP) \| \| \| 0–2 \| 19:03 – Park Jo. (Park C., Kim S.) \| \| \| 0–3 \| 23:38 – Park C. (Park Jo., Choi Y.) (PP2) \| \| \| 0–4 \| 24:20 – Kim H. (Kim S., Jo) (PP) \| \| Orazbayeva (Tursynova) – 51:47 \| 1–4 \| \| \| \| 1–5 \| 54:46 – Park C. (Eom, Song) (PP) \| |                                  |                                           |             | Játékvezető: Debby Hengst Vonalbírók: Veronika Lounová Wang Hui |
| 14 perc | Büntetések                       | 6 perc                                    |             | Játékvezető: Debby Hengst Vonalbírók: Veronika Lounová Wang Hui |
| 42 | Lövések                          | 39                                        |             | Játékvezető: Debby Hengst Vonalbírók: Veronika Lounová Wang Hui |
| | 0–1                              | 08:26 – Park Jo. (Eom, Song) (PP)         |             | Játékvezető: Debby Hengst Vonalbírók: Veronika Lounová Wang Hui |
| | 0–2                              | 19:03 – Park Jo. (Park C., Kim S.)        |             | Játékvezető: Debby Hengst Vonalbírók: Veronika Lounová Wang Hui |
| | 0–3                              | 23:38 – Park C. (Park Jo., Choi Y.) (PP2) |             | Játékvezető: Debby Hengst Vonalbírók: Veronika Lounová Wang Hui |
| | 0–4                              | 24:20 – Kim H. (Kim S., Jo) (PP)          |             |                                                                 |
| Orazbayeva (Tursynova) – 51:47 | 1–4                              |                                           |             |                                                                 |
| | 1–5                              | 54:46 – Park C. (Eom, Song) (PP)          |             |                                                                 |

| 2019. április 12. 13:00 | Lengyelország | 0–2 (0–0, 0–1, 0–1) | Hollandia | Shougang Ice Rink, Peking Nézőszám: 950 |

| Jegyzőkönyv                                                                                      | Jegyzőkönyv  | Jegyzőkönyv                        | Jegyzőkönyv    | Jegyzőkönyv                                                      |
| ------------------------------------------------------------------------------------------------ | ------------ | ---------------------------------- | -------------- | ---------------------------------------------------------------- |
|                                                                                                  | Martyna Sass | Kapusok                            | Nadia Zijlstra | Játékvezető: Kristine Langley Vonalbírók: Liv Andersson Wang Hui |
| \| \| 0–1 \| 20:30 – Wielenga (De Jong, Hamers) \| \| \| 0–2 \| 48:52 – Barbier (Schollaardt) \| |              |                                    |                | Játékvezető: Kristine Langley Vonalbírók: Liv Andersson Wang Hui |
| 6 perc                                                                                           | Büntetések   | 8 perc                             |                | Játékvezető: Kristine Langley Vonalbírók: Liv Andersson Wang Hui |
| 13                                                                                               | Lövések      | 46                                 |                | Játékvezető: Kristine Langley Vonalbírók: Liv Andersson Wang Hui |
|                                                                                                  | 0–1          | 20:30 – Wielenga (De Jong, Hamers) |                | Játékvezető: Kristine Langley Vonalbírók: Liv Andersson Wang Hui |
|                                                                                                  | 0–2          | 48:52 – Barbier (Schollaardt)      |                | Játékvezető: Kristine Langley Vonalbírók: Liv Andersson Wang Hui |

| 2019. április 12. 16:30 | Dél-Korea | 4–1 (2–1, 1–0, 1–0) | Lettország | Shougang Ice Rink, Peking Nézőszám: 950 |

| Jegyzőkönyv | Jegyzőkönyv | Jegyzőkönyv                                   | Jegyzőkönyv      | Jegyzőkönyv                                                    |
| --- | ----------- | --------------------------------------------- | ---------------- | -------------------------------------------------------------- |
| | Han Do-hee  | Kapusok                                       | Kristiāna Apsīte | Játékvezető: Ilona Novotná Vonalbírók: Alexandra Blair Wu Xing |
| \| Park Jo. – 01:17 \| 1–0 \| \| \| \| 1–1 \| 06:10 – A. Apsīte (Mihejenko, Pētersone) (PP) \| \| Song (Park Jo.) (PP) – 18:32 \| 2–1 \| \| \| Kim H. (Jo) (PP) – 34:10 \| 3–1 \| \| \| Park Jo. (Choi Y.) – 50:35 \| 4–1 \| \| |             |                                               |                  | Játékvezető: Ilona Novotná Vonalbírók: Alexandra Blair Wu Xing |
| 6 perc | Büntetések  | 10 perc                                       |                  | Játékvezető: Ilona Novotná Vonalbírók: Alexandra Blair Wu Xing |
| 43 | Lövések     | 10                                            |                  | Játékvezető: Ilona Novotná Vonalbírók: Alexandra Blair Wu Xing |
| Park Jo. – 01:17 | 1–0         |                                               |                  | Játékvezető: Ilona Novotná Vonalbírók: Alexandra Blair Wu Xing |
| | 1–1         | 06:10 – A. Apsīte (Mihejenko, Pētersone) (PP) |                  | Játékvezető: Ilona Novotná Vonalbírók: Alexandra Blair Wu Xing |
| Song (Park Jo.) (PP) – 18:32 | 2–1         |                                               |                  | Játékvezető: Ilona Novotná Vonalbírók: Alexandra Blair Wu Xing |
| Kim H. (Jo) (PP) – 34:10 | 3–1         |                                               |                  |                                                                |
| Park Jo. (Choi Y.) – 50:35 | 4–1         |                                               |                  |                                                                |

| 2019. április 12. 20:00 | Kazahsztán | 2–1 (0–0, 2–1, 0–0) | Kína | Shougang Ice Rink, Peking Nézőszám: 1650 |

| Jegyzőkönyv | Jegyzőkönyv     | Jegyzőkönyv | Jegyzőkönyv | Jegyzőkönyv                                                                  |
| --- | --------------- | ----------- | ----------- | ---------------------------------------------------------------------------- |
| | Daria Dmitrieva | Kapusok     | Wang Yuqing | Játékvezető: Deana Cuglietta Vonalbírók: Loise Lybak Larsen Veronika Lounová |
| \| Sviridova (Kartanbayeva) – 28:31 \| 1–0 \| \| \| Nurgaliyeva (Shegebayeva, Ashimova) (PP) – 32:01 \| 2–0 \| \| \| \| 2–1 \| 37:43 – Ma \| |                 |             |             | Játékvezető: Deana Cuglietta Vonalbírók: Loise Lybak Larsen Veronika Lounová |
| 2 perc | Büntetések      | 4 perc      |             | Játékvezető: Deana Cuglietta Vonalbírók: Loise Lybak Larsen Veronika Lounová |
| 32 | Lövések         | 38          |             | Játékvezető: Deana Cuglietta Vonalbírók: Loise Lybak Larsen Veronika Lounová |
| Sviridova (Kartanbayeva) – 28:31 | 1–0             |             |             | Játékvezető: Deana Cuglietta Vonalbírók: Loise Lybak Larsen Veronika Lounová |
| Nurgaliyeva (Shegebayeva, Ashimova) (PP) – 32:01                                                                                             | 2–0             |             |             | Játékvezető: Deana Cuglietta Vonalbírók: Loise Lybak Larsen Veronika Lounová |
| | 2–1             | 37:43 – Ma  |             | Játékvezető: Deana Cuglietta Vonalbírók: Loise Lybak Larsen Veronika Lounová |

### Statisztikák
Az IHF általi szavazás alapján :
- a legjobb kapus :  Ena Nystrøm
- a legjobb védő :  Charlotte Wittich
- a legjobb csatár:  Gasparics Fanni

| Játékos             | M | G | A | Ptk | +/− | KIÁ | POZ |
| ------------------- | - | - | - | --- | --- | --- | --- |
| Gasparics Fanni     | 5 | 6 | 6 | 12  | +5  | 2   | F   |
| Averi Nooren        | 5 | 5 | 4 | 9   | +5  | 0   | F   |
| Josefine Jakobsen   | 5 | 5 | 3 | 8   | +7  | 6   | F   |
| Josefine Persson    | 5 | 4 | 4 | 8   | +8  | 4   | F   |
| Denise Altmann      | 5 | 3 | 4 | 7   | +2  | 2   | F   |
| Madelen Haug Hansen | 5 | 3 | 4 | 7   | +3  | 2   | F   |
| Silke Glud          | 5 | 2 | 4 | 6   | +9  | 2   | F   |
| Theresa Schafzahl   | 5 | 5 | 0 | 5   | +1  | 2   | F   |
| Nicoline Jensen     | 5 | 2 | 3 | 5   | +2  | 2   | F   |
| Millie Sirum        | 5 | 2 | 3 | 5   | −2  | 2   | F   |

M = mérkőzések száma; G = Gólok; A = Assziszt; Pts = Pont; +/−; KIÁ = kiállítás,percekben; POZ = Pozíció

Source: IIHF.com